# Mykola Solsky
Mykola Tarassovytch Solsky (ukrainien : Микола Тарасович Сольський), né le 22 mai 1979 à Rossokhi, est un homme politique ukrainien.

## Biographie
Mykola Solsky est diplômé de la Faculté de droit de l'université de Lviv. Il est élu à la IXe rada ukrainienne.
Le 24 mars 2022, il devient  ministre de la politique agraire et de l'alimentation (uk) dans le gouvernement Chmyhal.
Le 23 avril 2024, il est accusé de s'être approprié des terrains appartenant à l’État pour une valeur de près de 7 millions d'euros entre 2017 et 2021.
Le 25 avril 2024, il présente sa démission au parlement à la suite de l'affaire de corruption par laquelle il est visé, elle est acceptée le 10 mai.
Dès le 26 avril, il est placé en détention provisoire au moins jusqu'au 24 juin prochain.

## Liens
- sa fiche sur ministere agro gouvernement ukrainien.